# Asthenes griseomurina
El piscuiz ratón (Asthenes griseomurina), también denominado coliabrojo murino (en Ecuador), cola-cardo murino (en Perú) o piscuiz gris, es una especie de ave paseriforme de la familia Furnariidae perteneciente al numeroso género Asthenes. Es nativa de la región andina del noroeste de Sudamérica. 

## Distribución y hábitat
Se distribuye a lo largo de los Andes del sur de Ecuador (hacia el sur desde Azuay y sur de Morona Santiago) y en el norte de Perú (Piura, norte de Cajamarca).
Esta especie es considerada poco común en sus hábitats naturales: el sotobosque de bosques arbustivos, cerca o por debajo de la línea de vegetación arbórea y los parches de bosques dominados por Polylepis, principalmente entre los 2800 y 4000 m de altitud.

## Sistemática

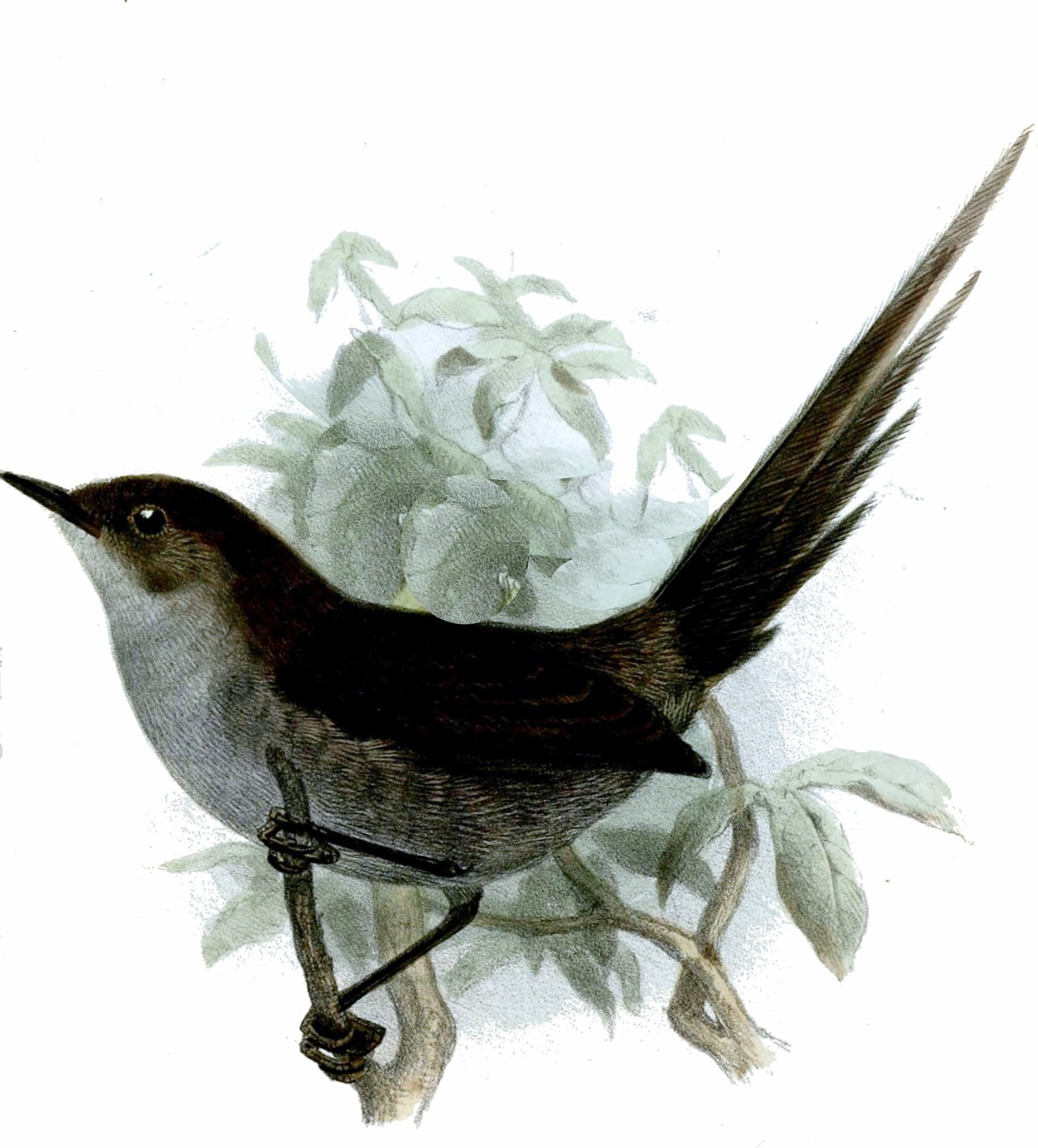
Synallaxis griseo-murina = Asthenes griseomurina, ilustración de Joseph Smit en Proceedings of the Zoological Society of London, 1882.

### Descripción original
La especie A. griseomurina fue descrita por primera vez por el zoólogo británico Philip Lutley Sclater en 1882 bajo el nombre científico Synallaxis griseo-murina; la localidad tipo es: «San Lucas, Loja, Ecuador».

### Etimología
El nombre genérico femenino «Asthenes» deriva del término griego «ασθενης asthenēs»: insignificante; y el nombre de la especie «griseomurina», se compone de las palabras del latín «griseus»: gris, y «murinus»: ratón, significando «gris como un ratón».

### Taxonomía
Esta especie, junto a Asthenes coryi, A. perijana, A. fuliginosa, A. harterti, A. helleri, A. palpebralis y A. vilcabambae (incluyendo A. ayacuchensis), estuvo anteriormente separada en un género Schizoeaca, y algunas veces fueron todas consideradas conespecíficas, aunque los patrones de plumaje difieren en un grado no encontrado al nivel de especies dentro de Furnariidae; los datos genéticos indican que, más que formar un grupo monofilético, todos estos taxones están mezclados dentro de Asthenes.
Es monotípica.